# Robert Gigi
Robert Gigi (* 29. Juli 1926 in Besançon, Frankreich; † 6. Februar 2007) war ein französischer Comiczeichner und Illustrator.

## Leben und Werk
Bereits während seines Studiums fand Gigi eine Anstellung bei Raymond Poïvet. Seine ersten Comics veröffentlichte er im Jahr 1948 unter dem Pseudonym Bob Gigi. Zusammen mit dem Comicautor Claude Moliterni schuf Gigi 1965 für das französische V-Magazine die Comicserie Scarlett Dream, die bis 1975 fortgesetzt wurde. Ende der 1960er Jahre zeichnete er Le dossier des soucoupes volantes (Text: Jacques Lob), der Anfang der 1970er Jahre die Serien Agar und Ugaki folgten. In den 1980er Jahren wurde Gigi Comiclehrer in Angoulême und zog sich zu Beginn der 1990er Jahre vom Comiczeichnen zurück. Gigi starb nach langer Krankheit im Jahr 2007.
Gigi wurde im Jahr 1969 auf dem Comic-Festival Salone Internazionale dei Comics in Lucca mit dem Gran Guinigi ausgezeichnet. Über das Zeichnen von Comics hinaus war er als Illustrator und in der Werbung tätig.
Auf Deutsch sind von Gigi vier Alben aus der Serie Scarlett Dream in den Jahren 1981 bis 1983 im Carlsen Verlag veröffentlicht worden.